# Eugyndes patellaris
Eugyndes patellaris is een hooiwagen uit de familie Gonyleptidae.